# 朱安㳋
河陰莊定王朱安㳋（1484年—1554年），明朝周藩第三代河陰王，河陰康簡王朱同鑣的庶第二子。

## 生平
弘治二年（1489年）八月，獲賜名安㳋。朱安㳋初封鎮國將軍，於弘治十一年（1498年）八月獲賜誥命、冠服。正德六年（1511年）五月，襲封河陰王。
嘉靖三十三年（1554年）九月，朱安㳋去世，享年七十一歲，諡號莊定。三年後，嫡長子朱睦橘襲爵。

## 家庭

### 妻
- 張氏，正德九年（1514年）五月冊為河陰王妃[7]

### 子
- 嫡長子：河陰長子→河陰恭肅王朱睦橘